# Drosophila moriwakii
Drosophila moriwakii är en tvåvingeart som beskrevs av Toyohi Okada och Syo Kurokawa 1957. Drosophila moriwakii ingår i släktet Drosophila och familjen daggflugor.
Artens utbredningsområde är Japan.